# Trilux
La TRILUX GmbH & Co. KG es una empresa familiar dedicada al desarrollo y la producción de luminarias y la preparación de soluciones lumínicas.

## TRILUX GmbH & Co. KG
La sede central de la empresa internacional está ubicada en Arnsberg (Alemania) donde se encuentran empleadas unas 1.250 personas. Aparte de la fábrica central, también la técnica médica TRILUX (unidades de alimentación médica) está ubicada en Arnsberg, así como la filial BAG Electronics GmbH. El grupo TRILUX da empleo a aproximadamente 3.900 personas en todo el mundo.
El nombre TRILUX proviene de una innovación técnica de la empresa: con el desarrollo de las llamadas “luminarias de campo largo” se consiguió un rendimiento luminoso tres veces mayor que con las bombillas tradicionales. (tri [lat.] = tres, lux [lat.] = luz)

## Historia
En el año 1912 la empresa en Menden fue fundada por Wilhelm Lenze y se dedicó originalmente a la producción de accesorios para la industria de luminarias, así como de sencillas luminarias con péndulos tubulares y apliques murales para una iluminación eléctrica y de gas.
Pronto las instalaciones de producción ubicadas en un anexo de la residencia llegaron a su límite de capacidad y, por consiguiente, se tuvo que buscar otro lugar para la empresa. En 1934, la empresa se trasladó a Arnsberg y amplió el programa de producción con  luminarias para hogares.
Sin embargo, en marzo de 1945 las instalaciones de producción fueron bombardeadas y destruidas.
La reanudación de la empresa se realizó en el año 1948 por Wilhelm Lenze y sus hijos Eberhard, Franz y Wilhelm. La empresa creció en los años del milagro económico mediante la fabricación de luminarias técnicas para luminarias fluorescentes de bajo voltaje (“luminarias de campo largo“).
En 1949 se supendió totalmente la producción de luminarias con bombillas convencionales, solamente las “luminarias de campo largo” formaron parte del portfolio de productos. Debido a la creciente demanda, nuevamente tuvieron que agrandarse las instalaciones de producción y, además, se amplió el programa de productos de luminarias para lámparas de descarga luminosa y farolas.
Para el 50.º aniversario en 1962, el profesor doctor Ludwig Erhard, el entonces ministro de economía de la República Federal de Alemania y protagonista del milagro económico alemán pronunció un discurso. 75 años después de la fundación de la empresa (en 1987), se instaló en los edificios administrativos el centro de información lumínica de TRILUX que, aparte de la presentación de numerosos productos y soluciones innovadoras de iluminación también ofrece un auditorio propio con 100 asientos.
Las actividades de la empresa se fomentaron en el sector de la tecnología para locales húmedos con la adquisición de la empresa Zalux S.A. en Zaragoza.

## Actividades
Los productos de TRILUX se usan en todo el mundo en aplicaciones como, por ejemplo:

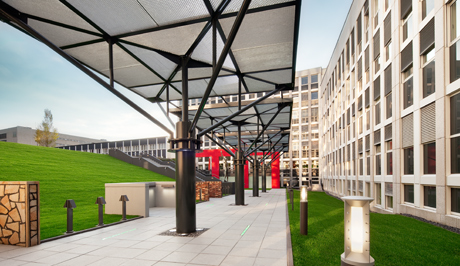
Zona exterior de la academia TRILUX.

- oficinas y edificios administrativos
- escuelas y universidades
- Pasajes comerciales y tiendas
- clínicas y hospitales
- aeropuertos y estaciones de tren
- bancos e institutos de crédito
- calles, plazas, parques y zonas peatonales

## Técnica médica TRILUX
También en el sector de la técnica médica TRILUX sirvió al progreso. En 1963 se incluyeron en el programa de productos las unidades de instalación para habitaciones en hospitales, Además de los fines lumínicos, estas también podían proporcionar la alimentación de las camas con corriente de alto y bajo voltaje, así como gases médicos. Hoy en día, 120 empleadas y empleados trabajan en la llamada "fábrica II". El portfolio de productos incluye, aparte del equipamiento de habitaciones para el llamado cuidado normal (líder nacional en el mercado) también los sectores de cuidado intensivo y salas de operación. En la feria Medica 2006, TRILUX técnica médica presentó por primera vez una luminaria LED para la lectura en el sector de asistencia médica, así como una luminaria LED para operaciones.

## TRILUX internacional
También a nivel internacional la empresa de luminarias se expande: ya a finales de los años 50 se fundaron las primeras filiales en los países vecinos. Poco a poco se establecieron en Europa las filiales de TRILUX – hoy en día las filiales legalmente independientes en Austria, Bélgica, Suiza, la República Checa, España, Francia, Gran Bretaña, Hungría, Italia, Los Países Bajos, Noruega, Polonia y de Eslovaquia forman parte del grupo TRILUX. Por medio de otras filiales, entre otras, en el Sureste Asiático, Oriente Próximo, los Estados Unidos, así como en Australia y Nueva Zelanda se encuentran disponibles los productos y servicios de TRILUX en todo el mundo.

## Patrocinadores
En las carreras Deutsche Tourenwagen Masters (DTM), TRILUX participó como uno de los patrocinadores principales en la temporada del 2007. Se subvenciona al piloto austriaco Mathias Lauda, hijo del tres veces campeón mundial de Fórmula 1, Niki Lauda. En esta temporada, el piloto forma parte del equipo TRILUX AMG Mercedes.